# Francesca Pomeri
Francesca Pomeri (Osimo, 18 febbraio 1993) è un'ex pallanuotista italiana, vincitrice di una medaglia d'argento ai Giochi olimpici di Rio de Janeiro 2016.

## Palmares
- Campionato italiano: 1

Imperia: 2013-14
- Coppe LEN: 2

Imperia: 2012, 2015
- Supercoppa LEN: 1

Imperia: 2012

### Nazionale
- Olimpiadi

Rio de Janeiro 2016: 
- Mondiali

Kazan' 2015: 
- Europei

Belgrado 2016: 